# Entenberg-Tunnel

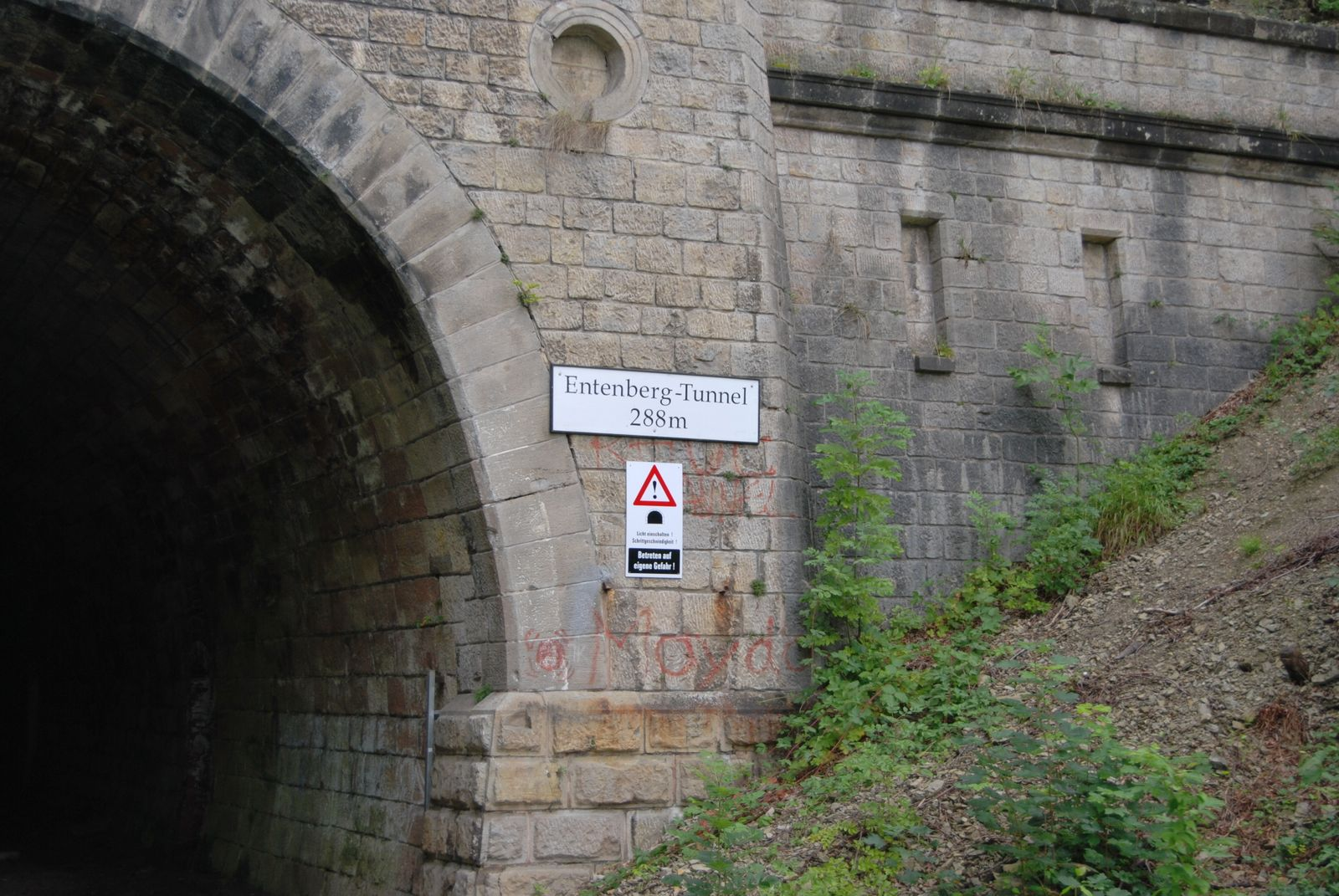
Entenberg-Tunnel

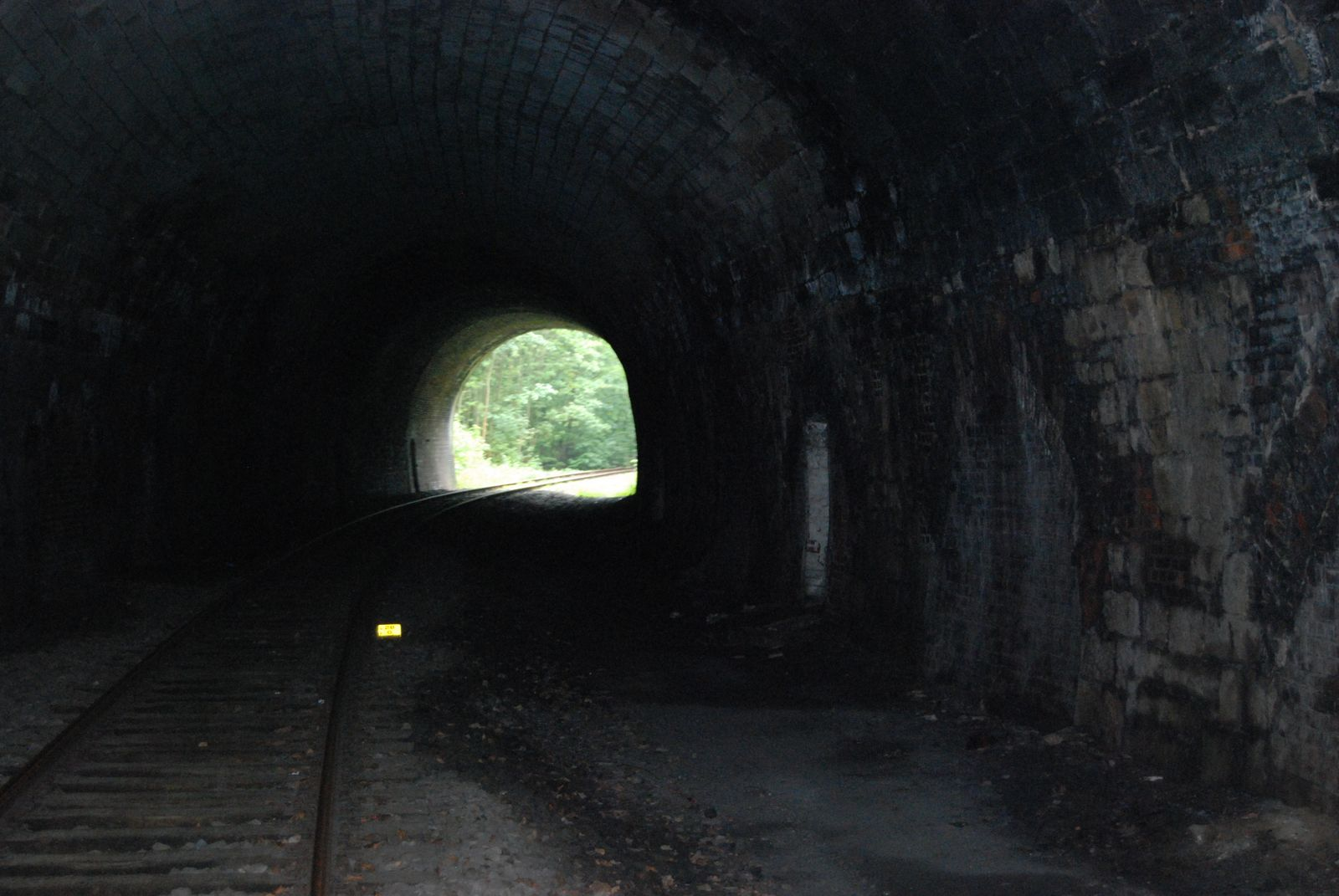
Blick ins Innere des Tunnels

Der Entenberg-Tunnel ist ein 288 Meter langer Eisenbahntunnel im thüringischen Landkreis Eichsfeld, der an der 1880 eröffneten Bahnstrecke Dingelstädt–Schwebda liegt, welche Bestandteil der so genannten „Kanonenbahn“ war und seit 1998 stillgelegt ist.

## Lage
Der Entenberg-Tunnel, 1878 erbaut, liegt zwischen Großbartloff und Lengenfeld unterm Stein halb in einer Geraden (westlich), halb in einer Krümmung mit einem Radius R = 400 m (östlich) in durchgehendem Gefälle 1:101. Der Tunneleingang befindet sich bei Streckenkilometer 27,931 und der Tunnelausgang bei Streckenkilometer 28,219. Mittlere Höhenlage des Tunnels ist 303 m über NN. Er verläuft in standhaften Gebirge des unteren Muschelkalks und hat die günstigsten geologischen Verhältnisse aller Tunnel der Strecke. Der Tunnel wurde um 1915 nördlich um 7 m verlängert und ein neues Beton-Portal errichtet. Die Überdeckung beträgt bis zu 30 m, das Gelände über dem Tunnel ist mit Buchenwald bewachsen. Die Inbetriebnahme des Tunnels erfolgte mit der Streckeneröffnung am 15. Mai 1880.

## Geschichte
Als man mit dem Bau begann, lagen erst wenige Erfahrungen vor. Es ist zwar nicht bekannt, in welcher Bauweise der Tunnel errichtet wurde, jedoch ist anzunehmen, dass er wie der erste Thüringer Tunnel bei Förtha in bergmännischem Stollenvortrieb entstanden ist, der später so genannten „österreichischen Methode“. Das Widerlager- und Gewölbemauerwerk wurde aus Kalk- und Sandsteinbruchsteinen hergestellt. Die Steine wurden im geringen Umfang beim Tunnelausbruch gewonnen und an Ort und Stelle verarbeitet. Sohlengewölbe ist nicht vorhanden. Die Tunnel waren anfangs nicht abgedichtet. Etwa ab 1910 wurde dies abschnittsweise mit gleichzeitigem Versatz der über den Gewölben offen gebliebenen Hohlräumen nachgeholt. Dieser bauliche Mangel war Ursache für viele Schäden, die schon nach 20 Jahren auftraten. Durchfeuchtungen des nichtisolierten Mauerwerkes führten zu Auswaschungen des Fugenmörtels und zu Schäden durch Frostabsprengungen. Firsteinbrüche in wenig standfesten Gebirgsabschnitten hatten Gewölbe- und Widerlagerverformungen zur Folge. So wurden schon ab der Jahrhundertwende zahlreiche Ausbesserungen notwendig, die meist in Klinkermauerwerk ausgeführt wurden. Oft war auch eine mangelhafte Arbeitsausführung feststellbar, aber der größte Fehler war die entsprechend der komplizierten geologischen Verhältnissen prinzipiell zu schwache Ausführung der Ausmauerung. Bis zum Beginn der 1940er Jahre wurden fast jährlich umfangreiche Reparaturen und Erneuerungen notwendig. Dann wurden mehr als ein Jahrzehnt kaum noch Unterhaltsarbeiten vorgenommen. Ab Mitte der 1950er Jahre wurde der Tunnel mit erheblichem Aufwand gründlich instand gesetzt und schadhaftes Mauerwerk erneuert.
Der Tunnel ist Teil der Bahnstrecke von Lengenfeld unterm Stein nach Küllstedt, die heute mit Draisinen befahren werden kann.

## Lage der Tunnelportale
- Nordportal (51° 13′ 36,5″ N, 10° 12′ 16,3″ O)
- Südportal (51° 13′ 28,2″ N, 10° 12′ 14,1″ O)